# Ragnhild Hagaová
Ragnhild Hagaová (* 12. února 1991, Nannestad, Norsko) je bývalá norská běžkyně na lyžích, dvojnásobná olympijská vítězka ze Zimních olympijských her 2018 v jihokorejském Pchjongčchangu. Specializovala se spíše na distanční závody, na ZOH 2018 triumfovala v běhu na 10  km volně a spolu se štafetou. Vyhrála závod v běhu na lyžích na 50 km v Oslo v březnu 2023, kdy ženy po sjednocení délek tratí pro muže a ženy vůbec poprvé v rámci Světového poháru závodily na takto dlouhé trati.
Jejím bratrem je Magne Haga, juniorský vicemistr světa ve štafetě na 4×5 km (U20) z Liberce 2013.
Ukončení aktivní kariéry oznámila v příspěvku na Instagramu 30. března 2023.

## Výsledky ve Světovém poháru
Všechny výsledky pochází z databáze Mezinárodní lyžařské federace (FIS).

### Individuální úspěchy
- 2 vítězství – (1 × závod SP, 1 × etapa víceetapového závodu SP)
- 11 pódií – (7 × závod SP, 4 × etapa víceetapového závodu SP)

| Číslo | Sezóna  | Datum             | Místo               | Závod                  | Úroveň | Umístění |
| ----- | ------- | ----------------- | ------------------- | ---------------------- | ------ | -------- |
| 1     | 2014/15 | 3. leden 2015     | Oberstdorf, Německo | 3 km V                 | SWC    | 3.       |
| 2     | 2015/16 | 27. listopad 2015 | Ruka, Finsko        | 1.4 km sprint K        | SWC    | 3.       |
| 3     | 2017/18 | 26. listopad 2017 | Ruka, Finland       | 10 km V stíhací závod  | SWC    | 1.       |
| 4     | 2017/18 | 26. listopad 2017 | Nordic Opening      | celkově                | WC     | 3.       |
| 5     | 2017/18 | 3. prosinec 2017  | Lillehammer, Norsko | skiatlon               | WC     | 3.       |
| 6     | 2017/18 | 10. prosinec 2017 | Davos, Švýcarsko    | 10 km V                | WC     | 2.       |
| 7     | 2017/18 | 16. prosinec 2017 | Toblach, Itálie     | 10 km V                | WC     | 2.       |
| 8     | 2017/18 | 28. leden 2018    | Seefeld, Rakousko   | 10 km V hromadný start | WC     | 3.       |
| 9     | 2017/18 | 11. března 2018   | Oslo, Norsko        | 30 km V hromadný start | WC     | 3.       |
| 10    | 2017/18 | 18. března 2018   | Falun, Švédsko      | 10 km V stíhací závod  | SWC    | 2.       |
| 11    | 2022/23 | 12. března 2023   | Oslo, Norsko        | 50 km V hromadný start | WC     | 1.       |

### Týmové úspěchy
- 1 vítězství – (1 × štafeta)
- 2 pódia – (2 × štafeta)

| Číslo | Sezóna  | Datum             | Místo              | Závod          | Úroveń | Výsledek | Spoluzávodnice                                      |
| ----- | ------- | ----------------- | ------------------ | -------------- | ------ | -------- | --------------------------------------------------- |
| 1     | 2011/12 | 12. únor 2012     | Nové Město, Česko  | 4×5 km štafeta | WC     | 3.       | Wengová / Kristoffersenová / Flugstadová Østbergová |
| 2     | 2016/17 | 18. prosinec 2016 | La Clusaz, Francie | 4×5 km štafeta | WC     | 1.       | Flugstadová Østbergová / Bjørgenová / Wengová       |

## Výsledky na olympiádě
- 2 medaile – (2 zlaté)

| Rok  | Věk | 10 km | Skiatlon | 30 km | Sprint | 4 × 5 km štafeta | Sprint dvojic |
| ---- | --- | ----- | -------- | ----- | ------ | ---------------- | ------------- |
| 2018 | 27  | 1.    | 15.      | —     | —      | 1.               | —             |
| 2022 | 31  | —     | 29.      | 28.   | —      | 5.               | —             |